# استون دوتریومه
استون دوتریومه یا استون دوتریوم‌دار شده (به انگلیسی: Deuterated acetone) ((CD3)2CO)، همچنین به عنوان استون-D6 شناخته می‌شود، شکلی از استون (CH3)2CO است که در آن اتم هیدروژن ("H") با دوتریوم (هیدروژن سنگین) ایزوتوپ ("D") جایگزین شده‌است. استون دوتریومه یک حلال رایج در طیف‌سنجی تشدید مغناطیسی هسته‌ای(NMR) است.

## خواص
مانند تمام ترکیبات دوتریومه، خواص استون دوتریومه تقریباً مشابه استون معمولی است.

## تولید
استون دوتریومه از آب سنگین، D2O، توسط یک واکنش آلدولی تهیه می‌شود. در این مورد، باز مورد استفاده یک نسخه دوتریومه از لیتیم هیدروکسید است:
به منظور دوتریومه شدن کامل استون، این فرایند چندین بار تکرار می‌شود، استون را از آب سنگین تقطیر کرده و واکنش را مجدداً در آب سنگین تازه اجرا می‌کنند.